# Primera División (Mexiko) 1953/54
Die Saison 1953/54 war die insgesamt elfte Spielzeit der 1943/44 eingeführten höchsten mexikanischen Fußballprofiliga. Der zu Saisonbeginn von Mexiko-Stadt nach Cuernavaca verzogene Club Marte, der in früheren Jahren zweimal die alte Amateurmeisterschaft von Mexiko gewonnen hatte, krönte die Saison mit seinem einzigen Meistertitel im Profifußball.

## Auf- und Absteiger
Am Ende der vorangegangenen Saison stieg Deportivo Toluca in die höchste Spielklasse auf, in der die Diablos Rojos seither dauerhaft vertreten sind und inzwischen mit zehn Meistertiteln zu den erfolgreichsten Mannschaften der mexikanischen Liga zählen. Sie ersetzten den Vorjahresabsteiger CF La Piedad, der sich nur eine Saison in der höchsten Spielklasse halten konnte. Am Saisonende stieg der Club Atlas erstmals in die Segunda División ab, schaffte aber (wie auch in den beiden folgenden Fällen) den unmittelbaren Wiederaufstieg.

## Besonderheiten
Nach dem vorletzten Spieltag führte der Club Deportivo Oro die Tabelle mit 25 Punkten vor den punktgleichen Teams Club Deportivo Marte und Puebla FC mit jeweils 24 Punkten an. Am letzten Spieltag kam es dann ausgerechnet zum Showdown im
Parque Oro zwischen dem Tabellenführer Oro und seinem ärgsten Verfolger Marte. In diesem meisterschaftsentscheidenden Spiel (beide Vereine hatten auch eine bessere Torbilanz als der Drittplatzierte Puebla, der sich somit keine realistischen Chancen mehr auf den Titel ausrechnen durfte und im Heimspiel gegen den abstiegsbedrohten Club Atlante nicht über ein 1:1 hinauskam) gingen die Gäste bereits in der zweiten Spielminute in Führung und erhöhten nach einer halben Stunde auf den Endstand von 2:0.
Eine Erwähnung verdient die Tatsache, dass sowohl der Meister Marte als auch der Vizemeister Oro jeweils vier ihrer insgesamt elf Heimspiele verloren und dabei nur einmal (Marte) bzw. zweimal (Oro) ohne Gegentor blieben. Dagegen verlor der Tabellenvorletzte Atlante „nur“ drei Heimspiele und blieb in diesen sechsmal ohne Gegentor. Eine nahezu identische Bilanz hat auch der Achtplatzierte León FC vorzuweisen; allerdings mit dem Unterschied, dass er auch sämtliche „Zu-Null-Heimspiele“ gewann, während Atlante sich in zwei Fällen mit einem torlosen Remis begnügen musste.
Den höchsten Saisonsieg erzielte der CD Guadalajara am 20. September 1953 (7. Spieltag) mit 7:1 gegen den Vorjahresmeister CD Tampico, der am 3. Februar 1954 (21. Spieltag) auch am torreichsten Spiel der Saison 1953/54 beteiligt war, das der Club Necaxa mit 5:4 zu seinen Gunsten entschied.

## Abschlusstabelle 1953/54
| Pl. | Verein           | Sp. | S  | U | N  | Tore    | Punkte |
| --- | ---------------- | --- | -- | - | -- | ------- | ------ |
| 1.  | CD Marte         | 22  | 11 | 4 | 7  | 034:270 | 26:18  |
| 2.  | CD Oro           | 22  | 12 | 1 | 9  | 057:450 | 25:19  |
| 3.  | Puebla FC        | 22  | 8  | 9 | 5  | 031:290 | 25:19  |
| 4.  | CD Tampico       | 22  | 9  | 5 | 8  | 049:450 | 23:21  |
| 5.  | Deportivo Toluca | 22  | 8  | 7 | 7  | 035:340 | 23:21  |
| 6.  | CD Guadalajara   | 22  | 9  | 4 | 9  | 046:340 | 22:22  |
| 7.  | Necaxa           | 22  | 9  | 4 | 9  | 039:430 | 22:22  |
| 8.  | León FC          | 22  | 10 | 1 | 11 | 036:310 | 21:23  |
| 9.  | América          | 22  | 7  | 6 | 9  | 037:450 | 20:24  |
| 10. | CD Zacatepec     | 22  | 9  | 2 | 11 | 034:440 | 20:24  |
| 11. | Atlante          | 22  | 7  | 5 | 10 | 029:370 | 19:25  |
| 12. | Atlas            | 22  | 7  | 4 | 11 | 034:470 | 18:26  |

## Kreuztabelle zur Saison 1953/54
Die Kreuztabelle stellt die Ergebnisse aller Spiele dieser Saison dar. Der Name der Heimmannschaft ist in der linken Spalte, ein jeweils dreistelliges Kürzel für die Gastmannschaft in der oberen Zeile aufgelistet.
| 1953/54     | MAR | ORO | PUE | TAM | TOL | GDL | NEC | LEO | AME | ZAC | ATE | ATS |
| ----------- | --- | --- | --- | --- | --- | --- | --- | --- | --- | --- | --- | --- |
| Marte       |     | 2:1 | 1:4 | 3:4 | 0:2 | 2:1 | 2:1 | 2:1 | 1:1 | 1:1 | 2:0 | 0:1 |
| Oro         | 0:2 |     | 1:3 | 1:1 | 4:1 | 3:4 | 2:0 | 4:0 | 6:2 | 5:1 | 4:3 | 1:3 |
| Puebla      | 0:0 | 4:2 |     | 0:0 | 3:1 | 1:0 | 1:4 | 2:1 | 2:2 | 1:0 | 1:1 | 0:2 |
| Tampico     | 2:4 | 1:3 | 1:1 |     | 1:1 | 3:2 | 4:0 | 4:1 | 5:1 | 1:2 | 1:2 | 4:0 |
| Toluca      | 2:0 | 2:3 | 1:1 | 2:3 |     | 2:2 | 3:0 | 1:1 | 1:1 | 3:1 | 2:1 | 2:2 |
| Guadalajara | 0:1 | 2:3 | 4:0 | 7:1 | 1:2 |     | 3:2 | 3:2 | 1:0 | 1:2 | 2:2 | 5:1 |
| Necaxa      | 3:1 | 2:3 | 0:0 | 5:4 | 2:1 | 0:0 |     | 0:2 | 1:1 | 2:4 | 3:1 | 3:2 |
| León        | 0:2 | 3:1 | 1:0 | 3:0 | 2:0 | 1:3 | 1:2 |     | 5:0 | 3:0 | 2:0 | 4:2 |
| América     | 2:1 | 3:0 | 1:1 | 3:3 | 1:2 | 0:2 | 1:3 | 2:1 |     | 4:0 | 5:2 | 3:1 |
| Zacatepec   | 0:2 | 3:2 | 0:2 | 1:3 | 3:4 | 3:1 | 1:1 | 2:1 | 2:3 |     | 5:1 | 1:0 |
| Atlante     | 0:0 | 1:2 | 4:2 | 1:0 | 0:0 | 2:1 | 1:3 | 0:1 | 3:0 | 2:0 |     | 1:0 |
| Atlas       | 1:5 | 2:6 | 2:2 | 2:3 | 2:0 | 1:1 | 5:2 | 1:0 | 2:1 | 1:2 | 1:1 |     |